# Karen Brødsgaard
Karen Brødsgaard (Horsens, 10 de marzo de 1978) es una exjugadora y entrenadora danesa de balonmano. Fue dos veces campeona olímpica con la selección nacional de Dinamarca, obteniendo la medalla de oro en los Juegos Olímpicos de Sídney 2000 y en los Juegos Olímpicos de Atenas 2004, en los cuales ejerció además como capitana del equipo. 
A nivel de clubes, ganó la Liga danesa en cuatro ocasiones consecutivas (1999, 2000, 2001 y 2002) con el Viborg HK. También conquistó la EHF European League en 1999 y alcanzó la final de la Liga de Campeones de la EHF en 2001.

## Carrera como entrenadora
Tras retirarse como jugadora en el Aalborg DH, Brødsgaard asumió el cargo de entrenadora asistente en el mismo club, función que desempeñó hasta 2012. En 2016 se convirtió en entrenadora asistente del equipo masculino sueco Alingsås HK. En 2018 asumió como entrenadora principal del club danés EH Aalborg, que por entonces militaba en la segunda categoría del balonmano nacional. En su primera temporada logró el ascenso a la máxima división. 
Sin embargo, su etapa en EH Aalborg fue breve. En la temporada 2019-2020 anunció su intención de dejar el club al finalizar la campaña para convertirse en asistente de Jan Pytlick en el Odense Håndbold. Seis días después del anuncio, fue destituida del cargo debido a los malos resultados del equipo, que se encontraba en última posición con solo cinco puntos, y acabó descendiendo esa temporada.
En el Odense Håndbold logró importantes éxitos, incluyendo la conquista de la Copa de Dinamarca y la Liga danesa en la temporada 2020-2021. Finalizó su etapa en el club en 2022, al expirar su contrato.